# Леопольд (великий герцог Баденський)
Леопольд I Фрідріх (нім. Leopold I. Friedrich von Baden; 29 серпня 1790 — 24 квітня 1852) — 4-й великий герцог Баденський в 1830—1852 роках.

## Життєпис
Походив з династії Церінгенів. Старший син Карла Фрідріха, великого герцога Баденського, і його морганатичної дружини Луїзи Кароліни Гаєр фон Гаєрсберг. Народився 1790 року в Карлсруе. При народженні отримав титул барона, згодом став графом Хохберг. Здобув гарну домашню освіту. 1809 року поступив до Гайдельберзького університету, де вивчав політологію й економіку. У листопаді 1813 року після долучення Бадену до Шостої антифранцузької коаліції брав участь у війні проти Франції до 1814 року, отримавши звання генерал-майора.
Леопольд вирішив зробити кар'єру у французькій армії. Але, починаючи з 1817 року, виникла загроза, що чоловіча лінія правлячої династії Бадена, що йшла від першої дружини великого герцога Карла Фрідріха, вимре. До 1818 року їх залишилося тільки двоє: правлячий великий герцог Карл і курпринц Людвіг, що не мав законних дітей. Династія виявилася перед проблемою спадкування трону. До того ж існувала угода про спадкування Бадену династією Віттельсбахів, в разі припинення чоловічої лінії Церінгенів. Щоб врятувати династію, великий герцог Карл в 1817 році видав династичний закон, яким надав Леопольдові, його рідним братам і сестрам титули принців і принцес Баденських. 1819 року було визнано права на трон Леопольда. Того ж року пошлюбив доньку колишнього короля Швеції.
1830 року після смерті великого герцога Людвіга I стає новим правителем Бадену. Своєю резиденцією обрав м.Баден-Баден, де з 1843 року став активно розбудовувати палацовий комплекс.
У внутрішній політиці намагався впроваджувати помірні реформи, не зачіпаючи основ абсолютизму. Це зрештою призвело до утворення ліберальної та радикальної опозиції. Приводом стала лютнева революція 1848 року у Франції. Зрештою великий герцог разом з родиною вимушений був втікати до Кобленца, під захист Пруссії. 1849 року війська останньої придушили Баденську революцію.
Після повернення Леопольд постійно хворів, передавши керування урядом другому синові Фрідріхові. Помер 1852 року в Карлсруе. Йому спадкував старший син Людвіг II.

## Родина
Дружина — Софія, донька Густава IV Адольфа Гольштейн-Готторпа
Діти:
- Александріна (1820—1904), дружина Ернста II, герцога Саксен-Кобург-Готи
- Людвіг (1822)
- Людвіг (1824—1858), 5-й великий герцог Бадену
- Фрідріх (1826—1907), 6-й великий герцог Бадену
- Вільгельм (1829—1897)
- Карл (1832—1906)
- Марія (1834—1899), дружина князя Ернста цу Ляйнінгена
- Цецилія (1839—1891), дружина російського великого князя Михайла Миколайовича Романова